# Onorato V di Monaco
Onorato V Gabriele di Monaco (Parigi, 14 maggio 1778 – Parigi, 2 ottobre 1841) è stato principe sovrano di Monaco dal 1819 al 1841.

## Biografia

### Infanzia

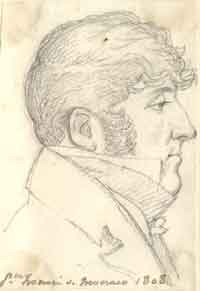
Il principe Onorato IV di Monaco in un disegno di Frédéric Christophe d'Houdetot del 1808

Egli era figlio di Onorato IV di Monaco e di Louise d'Aumont Mazarin, duchessa di Mazzarino e de La Meilleraye.

### Carriera militare

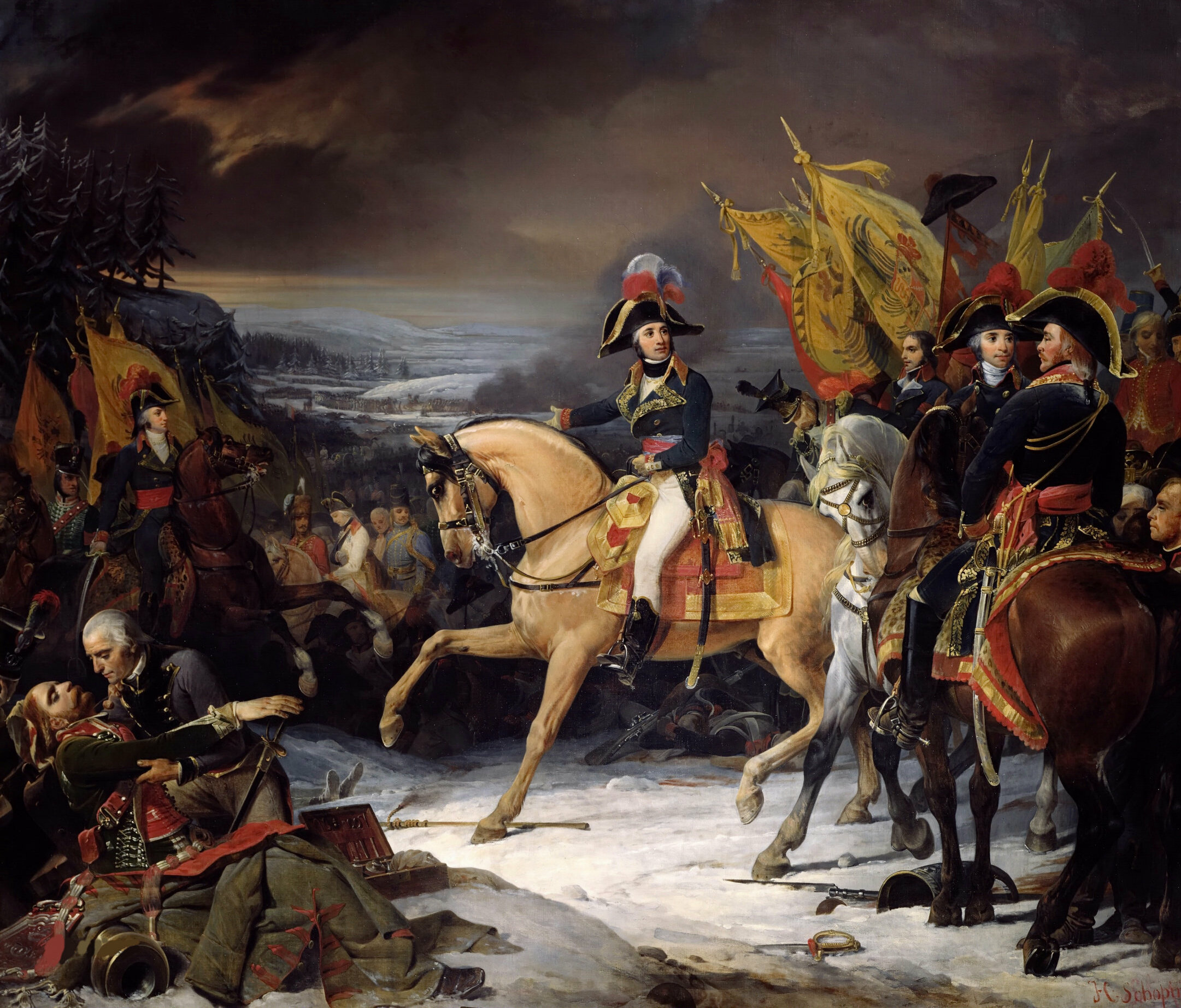
La Battaglia di Hohenlinden

Egli intraprese ancora giovane la carriera militare nella cavalleria francese all'età di 20 anni, sino a divenire ufficiale alle dipendenze del maresciallo Emmanuel de Grouchy. Egli fu soldato esemplare e venne citato molte volte per il suo coraggio dimostrato sul campo. Ferito al braccio durante la Battaglia di Hohenlinden, per le cure che ne derivarono fu impossibilitato a partecipare con Napoleone alla Battaglia di Austerlitz. Egli ad ogni modo prestò servizio nella Battaglia di Jena nelle schiere del corpo di cavalleria diretto da Gioacchino Murat, col quale costrinse un intero battaglione nemico alla resa. Dopo questi atti eroici, il Maresciallo Grouchy lo propose per la Legion d'Onore (che ottenne dopo poco) oltre al titolo di "Barone di Monaco e dell'Impero napoleonico" che gli venne attribuito dal 15 marzo 1810.

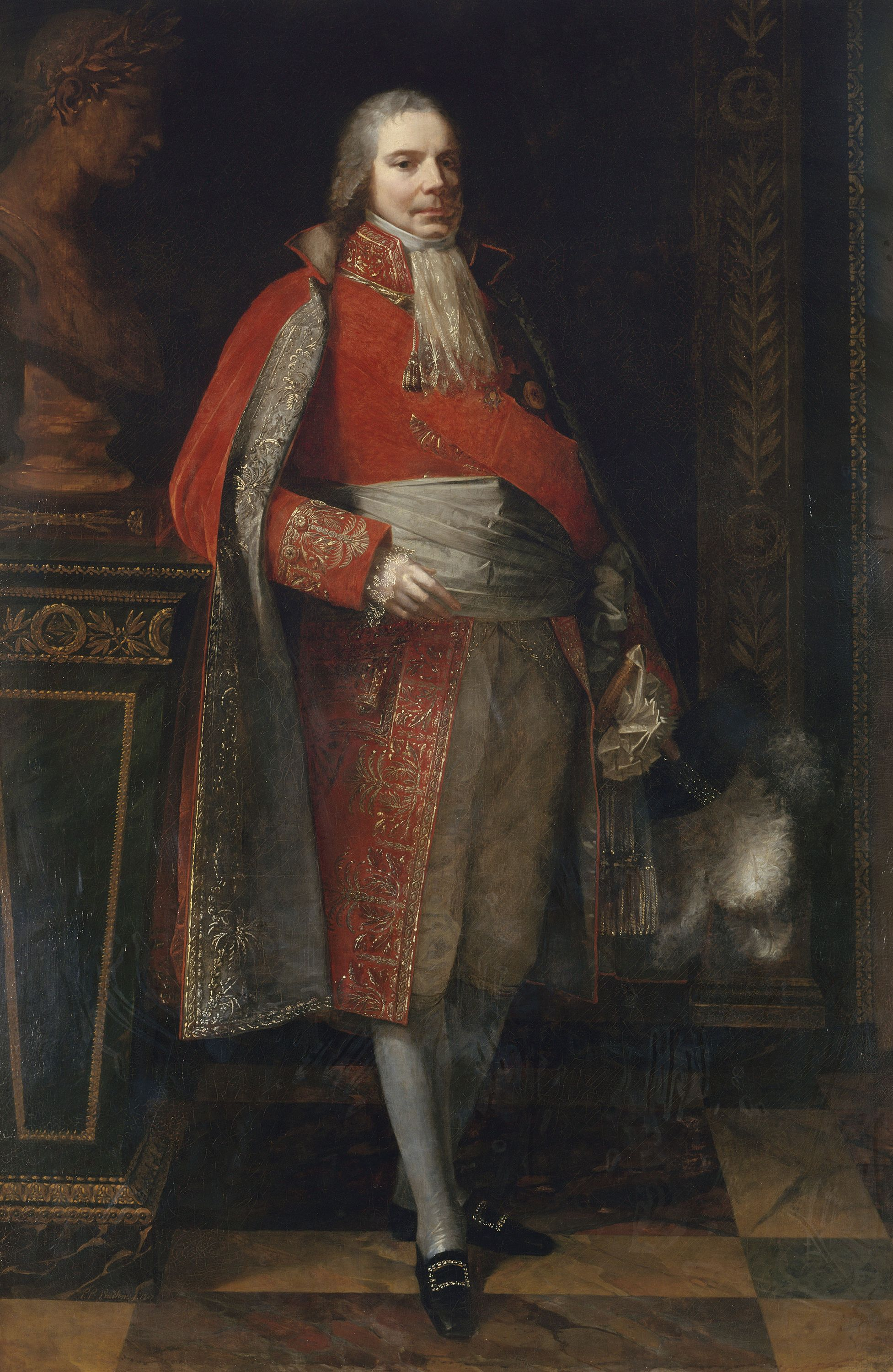
Talleyrand ritratto da Pierre-Paul Prud'hon

Alla caduta di Napoleone ed alla consequenziale restaurazione di Luigi XVIII sul trono francese, i Grimaldi rientrarono nella parìa nobiliare francese, ma molti temevano che in occasione del Congresso di Vienna il piccolo stato di Monaco potesse essere annesso definitivamente alla Francia od al Regno di Sardegna. Grazie però alla politica del principe Talleyrand, ad ogni modo, nel Trattato di Parigi venne inserita una clausola che precludeva l'annessione del principato ad un altro degli stati europei. Quando Napoleone tentò di restaurare il proprio impero nei 100 giorni, Monaco venne occupata dalle truppe inglesi e per questo i Grimaldi non poterono giocare un ruolo di appoggio al Bonaparte.
Onorato IV non era in grado di ritornare a Monaco e per questo nominò suo fratello Giuseppe a reggente in sua vece, fatto che provocò la protesta di Onorato e dopo poco quest'ultimo venne nominato reggente il 3 marzo 1815.

### Principe di Monaco

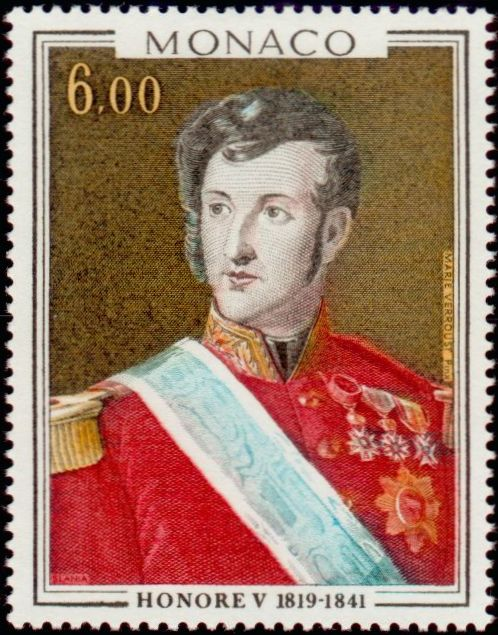
Onorato V, principe di Monaco

Nel 1819, alla morte del padre, Onorato divenne Principe sovrano del Principato di Monaco col nome di Onorato V. Le grandi potenze europee erano intenzionate a separare sempre più Monaco dalla sfera d'influenza francese visto il ruolo che aveva avuto nella causa napoleonica e l'alternativa era quella di farne un protettorato piemontese. Il governo di Torino chiuse le piantagioni di tabacco che Onorato III aveva impiantato in Piemonte e bloccò così l'afflusso di denaro a favore di Monaco. Onorato V si recò perciò personalmente a Torino per tentare di persuadere Vittorio Emanuele I ma, malgrado venisse trattato con grandi onori e rispetto, nessuna delle sue richieste venne appoggiata.
Come conseguenza Onorato V venne costretto ad aumentare notevolmente le tasse del Principato, il che aumentò la sua impopolarità. Si garantì inoltre il monopolio del macinato entro i confini del Principato e così la facoltà di decidere il prezzo del pane. La popolazione iniziò a ribellarsi, evento subito schiacciato dall'arrivo delle truppe sabaude che placarono l'evento sul nascere.

### Morte

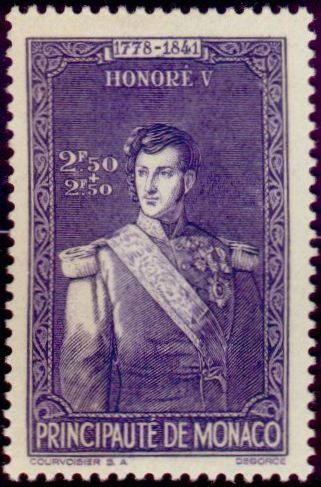
Onorato V in un francobollo

Non essendosi mai sposato e non avendo mai avuto figli legittimi, alla sua morte avvenuta il 2 ottobre 1841 a Parigi gli successe il fratello minore Florestano I. L'unico figlio che ebbe da una relazione clandestina fu Oscar Grimaldi, marchese di Beau (1814 - 1894), che ad ogni modo non venne mai riconosciuto per la successione al trono.

## Ascendenza
|                                        |                                       |                                                        | Genitori                                              |  |  | Nonni |  |  | Bisnonni            |  |  | Trisnonni                     |  |
|                                        |                                       |                                                        |                                                       |  |  |       |  |  | Giacomo I di Monaco |  |  | Jacques III Goyon de Matignon |  |
|                                        |                                       |                                                        |                                                       |  |  |       |  |  | Giacomo I di Monaco |  |  | Jacques III Goyon de Matignon |  |
|                                        |                                       | Charlotte Goyon de Matignon-Torigni                    |                                                       |  |  |       |  |  | Giacomo I di Monaco |  |  |                               |  |
| Onorato III di Monaco                  |                                       |                                                        |                                                       |  |  |       |  |  | Giacomo I di Monaco |  |  |                               |  |
|                                        |                                       | Luisa Ippolita di Monaco                               | Antonio I di Monaco                                   |  |  |       |  |  |                     |  |  |                               |  |
|                                        |                                       | Luisa Ippolita di Monaco                               | Antonio I di Monaco                                   |  |  |       |  |  |                     |  |  |                               |  |
|                                        |                                       | Luisa Ippolita di Monaco                               | Maria di Lorena                                       |  |  |       |  |  |                     |  |  |                               |  |
| Onorato IV di Monaco                   |                                       | Luisa Ippolita di Monaco                               |                                                       |  |  |       |  |  |                     |  |  |                               |  |
|                                        |                                       | Giuseppe Maria Brignole Sale, VII marchese di Groppoli | Anton Giulio II Brignole Sale, V marchese di Groppoli |  |  |       |  |  |                     |  |  |                               |  |
|                                        |                                       | Giuseppe Maria Brignole Sale, VII marchese di Groppoli | Anton Giulio II Brignole Sale, V marchese di Groppoli |  |  |       |  |  |                     |  |  |                               |  |
|                                        |                                       | Giuseppe Maria Brignole Sale, VII marchese di Groppoli | Isabella Brignole Sale                                |  |  |       |  |  |                     |  |  |                               |  |
| Maria Caterina Brignole Sale           |                                       | Giuseppe Maria Brignole Sale, VII marchese di Groppoli |                                                       |  |  |       |  |  |                     |  |  |                               |  |
|                                        |                                       | Maria Anna Balbi                                       | Francesco Maria Balbi                                 |  |  |       |  |  |                     |  |  |                               |  |
|                                        |                                       | Maria Anna Balbi                                       | Francesco Maria Balbi                                 |  |  |       |  |  |                     |  |  |                               |  |
|                                        |                                       | Maria Anna Balbi                                       | Maria Clarice Durazzo                                 |  |  |       |  |  |                     |  |  |                               |  |
| Onorato V di Monaco                    |                                       | Maria Anna Balbi                                       |                                                       |  |  |       |  |  |                     |  |  |                               |  |
|                                        | Louis Marie d'Aumont, V duca d'Aumont | Louis Marie d'Aumont, IV duca d'Aumont                 |                                                       |  |  |       |  |  |                     |  |  |                               |  |
|                                        | Louis Marie d'Aumont, V duca d'Aumont | Louis Marie d'Aumont, IV duca d'Aumont                 |                                                       |  |  |       |  |  |                     |  |  |                               |  |
|                                        | Louis Marie d'Aumont, V duca d'Aumont | Catherine de Guiscard                                  |                                                       |  |  |       |  |  |                     |  |  |                               |  |
| Louis Marie d'Aumont, VI duca d'Aumont | Louis Marie d'Aumont, V duca d'Aumont |                                                        |                                                       |  |  |       |  |  |                     |  |  |                               |  |
|                                        |                                       | Victoire Félicité de Durfort                           | Jean Baptiste de Durfort, III duca di Durfort         |  |  |       |  |  |                     |  |  |                               |  |
|                                        |                                       | Victoire Félicité de Durfort                           | Jean Baptiste de Durfort, III duca di Durfort         |  |  |       |  |  |                     |  |  |                               |  |
|                                        |                                       | Victoire Félicité de Durfort                           | Marie Angélique de Bournonville                       |  |  |       |  |  |                     |  |  |                               |  |
| Louise Félicité d'Aumont               |                                       | Victoire Félicité de Durfort                           |                                                       |  |  |       |  |  |                     |  |  |                               |  |
|                                        |                                       | Emmanuel Félicité de Durfort, IV duca di Durfort       | Jean Baptiste de Durfort, III duca di Durfort         |  |  |       |  |  |                     |  |  |                               |  |
|                                        |                                       | Emmanuel Félicité de Durfort, IV duca di Durfort       | Jean Baptiste de Durfort, III duca di Durfort         |  |  |       |  |  |                     |  |  |                               |  |
|                                        |                                       | Emmanuel Félicité de Durfort, IV duca di Durfort       | Marie Angélique de Bournonville                       |  |  |       |  |  |                     |  |  |                               |  |
| Louise Jeanne de Durfort               |                                       | Emmanuel Félicité de Durfort, IV duca di Durfort       |                                                       |  |  |       |  |  |                     |  |  |                               |  |
|                                        |                                       | Charlotte Antoinette de La Porte Mazarin               | Guy Jules de La Porte Mazarin, duca di Mazzarino      |  |  |       |  |  |                     |  |  |                               |  |
|                                        |                                       | Charlotte Antoinette de La Porte Mazarin               | Guy Jules de La Porte Mazarin, duca di Mazzarino      |  |  |       |  |  |                     |  |  |                               |  |
|                                        |                                       | Charlotte Antoinette de La Porte Mazarin               | Louise Françoise de Rohan                             |  |  |       |  |  |                     |  |  |                               |  |
|                                        |                                       | Charlotte Antoinette de La Porte Mazarin               |                                                       |  |  |       |  |  |                     |  |  |                               |  |